# Cickányormányos-félék
A cickányormányos-félék (Apionidae) az ormáynosalkatú bogarak (Curculionidea) közé tartozó, számos fajt számláló bogárcsalád. A család fajai között számos mezőgazdasági kártevő található. Magyarországon egyetlen fajuk sem védett.
Nevüket keskeny, gyakran elhegyesedő végű, cickányokéhoz hasonló ormányukról kapták.

## Elterjedésük
A család fajai az egész Földön elterjedtek, legtöbb képviselőjük a trópusi területek lakója. Világszerte mintegy 1900 leírt fajuk él, melyből Európában 308, Magyarországon 130 fordul elő.

## Megjelenésük
A család tagjai apró termetű bogarak, a magyarországi fajok csak kivételes esetben haladják meg a 4 mm-es testhosszt. Testük körte alakú, hátrafelé kiszélesedő, előrefelé elkarcsúsodó. Ormányuk általában a fej hosszával megegyező hosszúságú, előfordulnak azonban lényegesen hosszabb ormányú fajok is. Bunkós csápjuk nem térdes, a csápbunkó 3 ízű. Testüket általában lesimuló szőrzet vagy pikkelyszőrzet fedi, színezetük általában fémes fényű vagy fekete, esetleg vöröses, vagy barna.
Lárváik kukac típusúak, lábatlanok, erősen görbültek.

## Életmódjuk
Mindegyik fajuk növényi táplálkozású, a legtöbb faj pillangósvirágúakon (Fabaceae) vagy fészkesvirágú növényeken (Asteraceae) él. Fás szárú növényeken csak kevés fajuk táplálkozik. Tojásaikat a nőstények a tápnövénybe rakják, a lárvák a növény szöveteiben fejlődnek, legtöbbjük ott is bábozódik. A legtöbb fajnál az imágók, másoknál a kifejlett lárvák telelnek át.

## Rendszerezésük

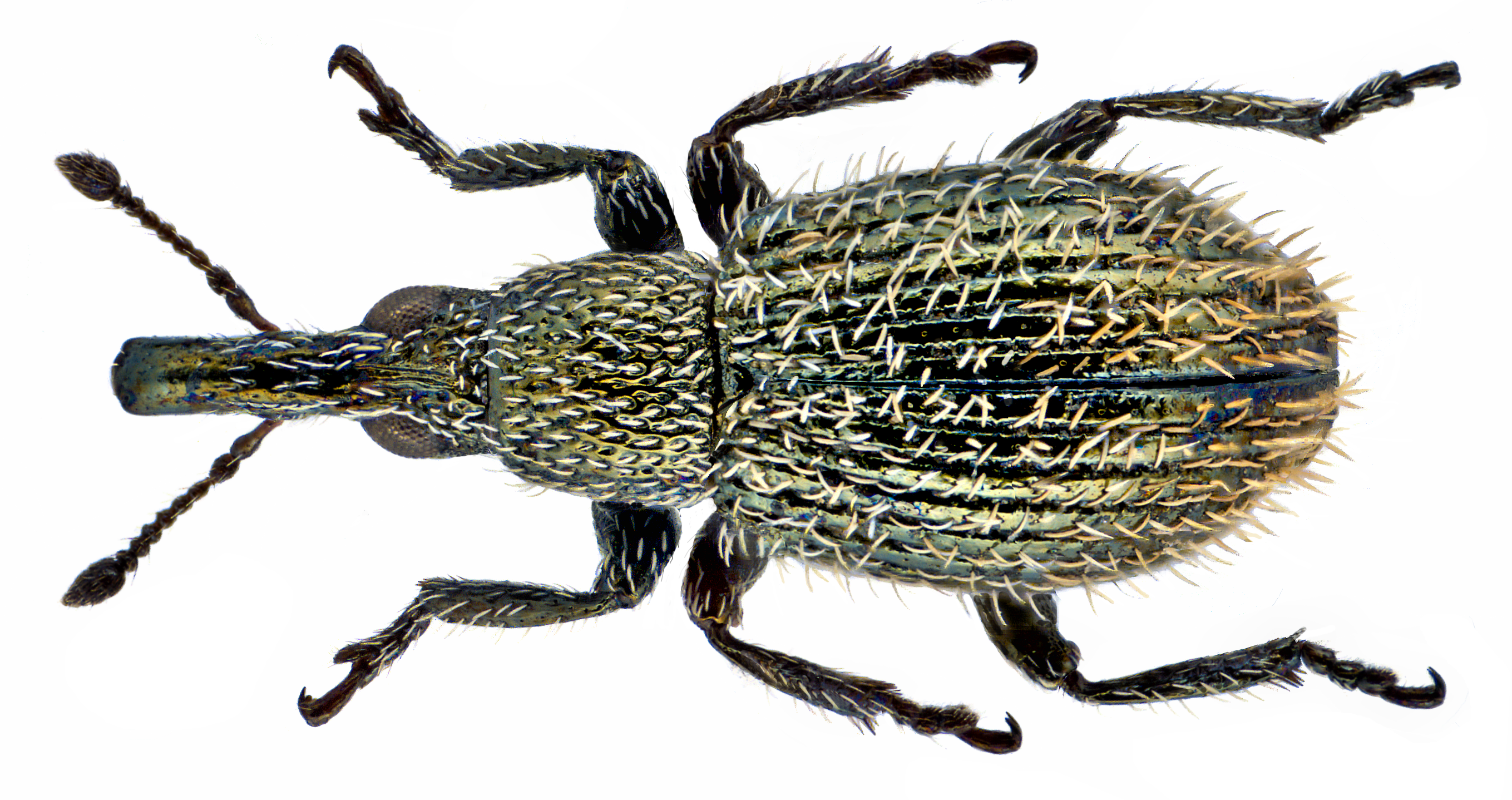
Phrissotrichum tubuliferum (Wollaston, 1864)

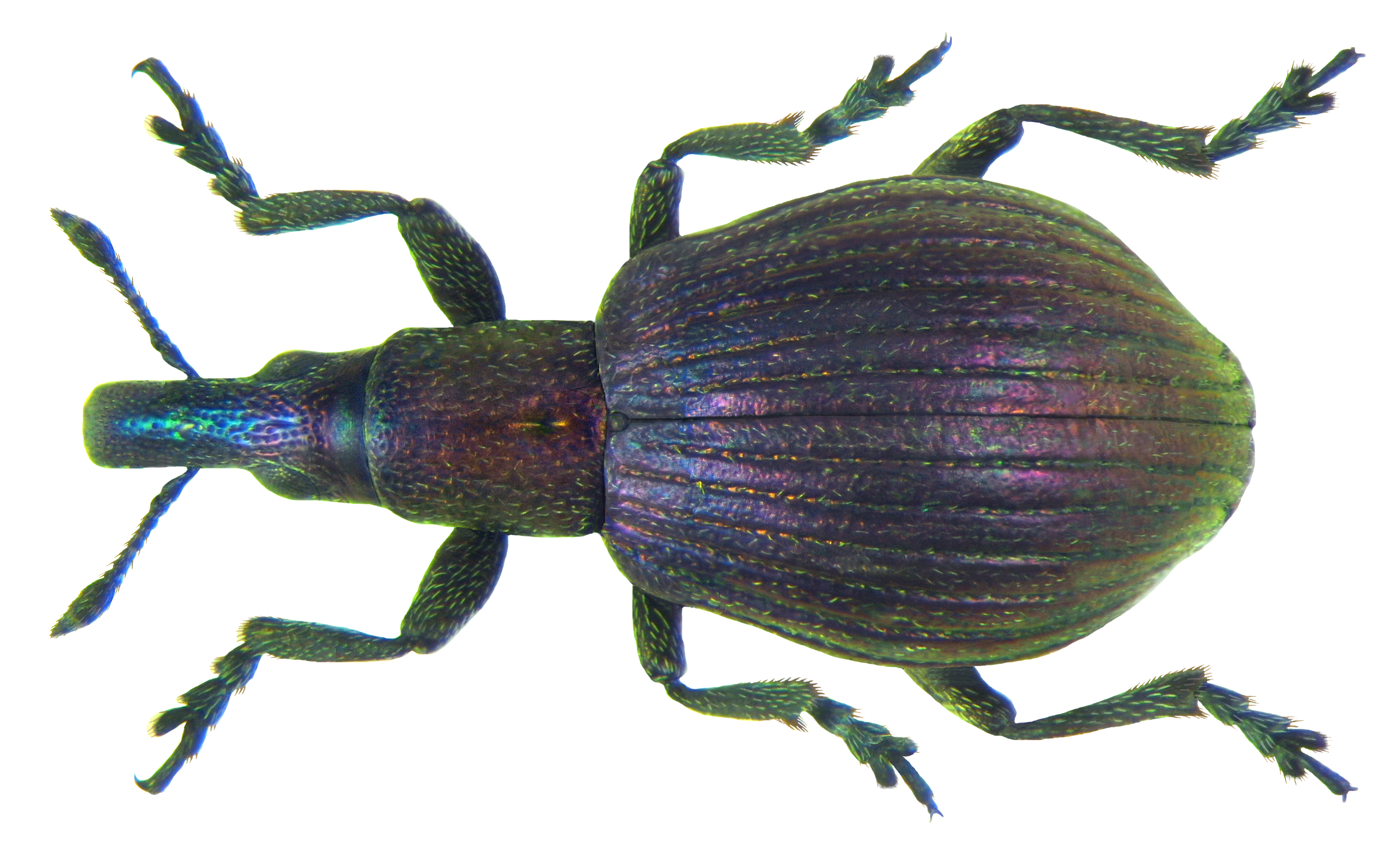
Pseudaplemonus limonii (Kirby, 1808)

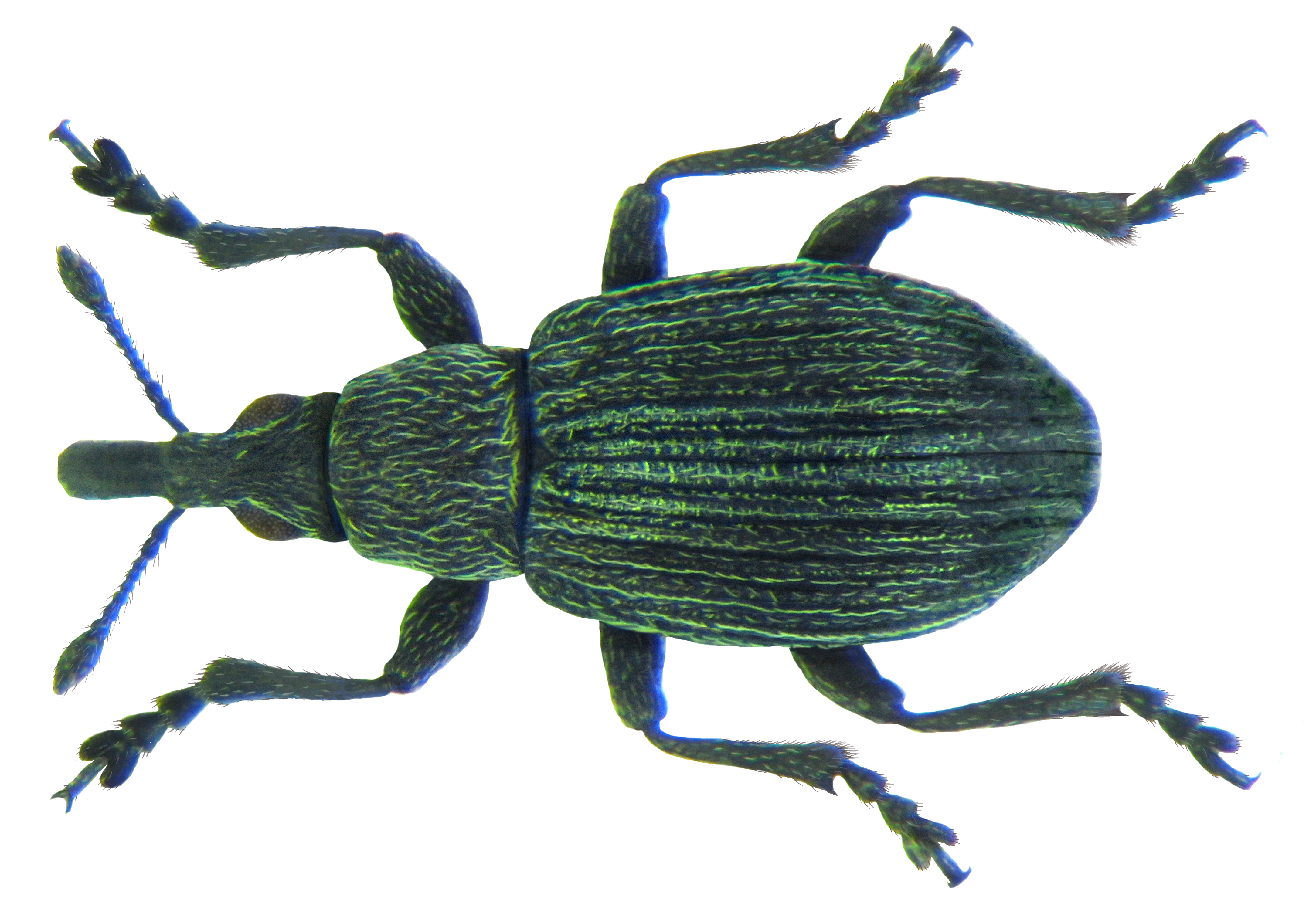
Pseudoperapion brevirostre (Herbst, 1797)

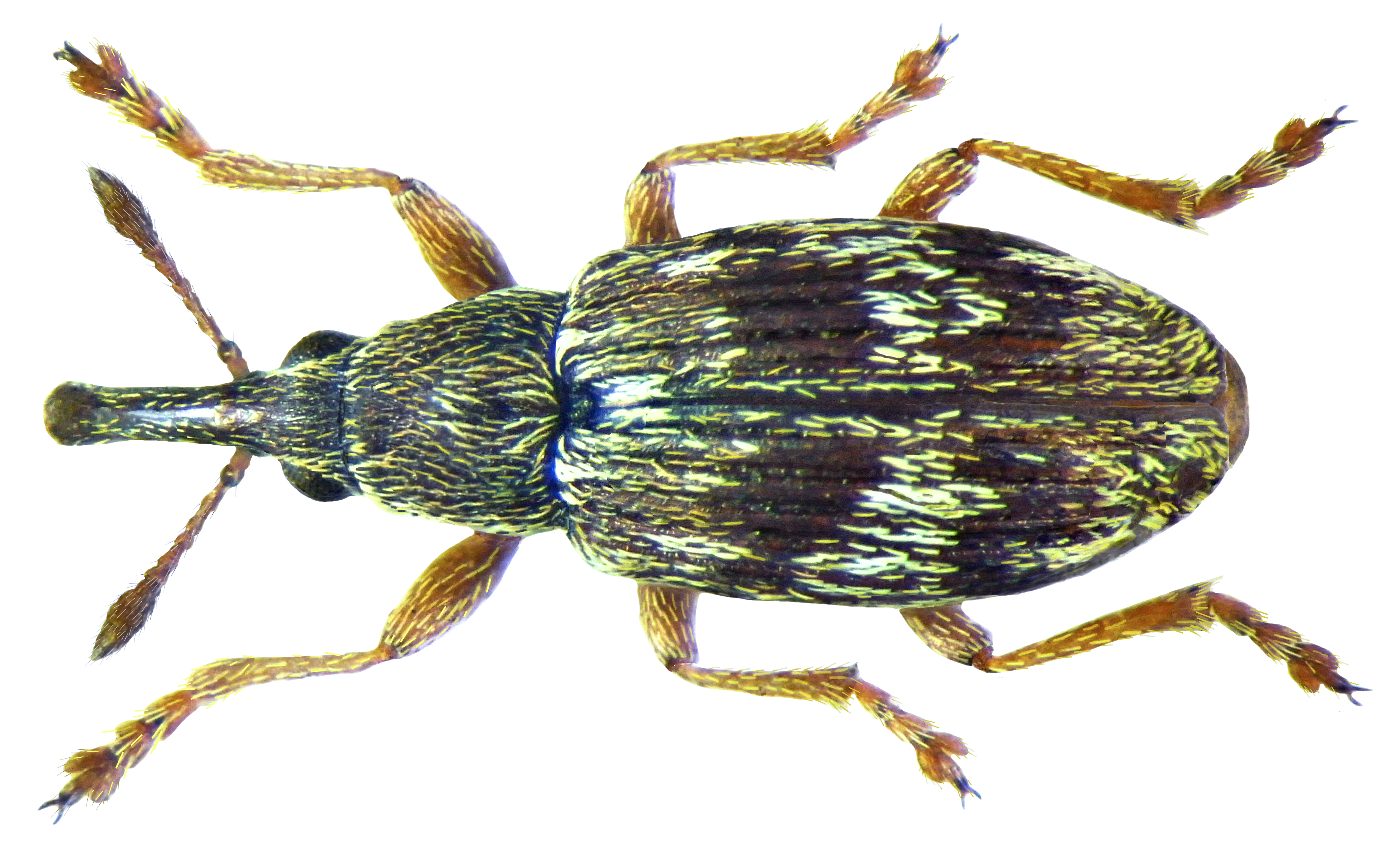
Taenapion urticarium (Herbst, 1784)

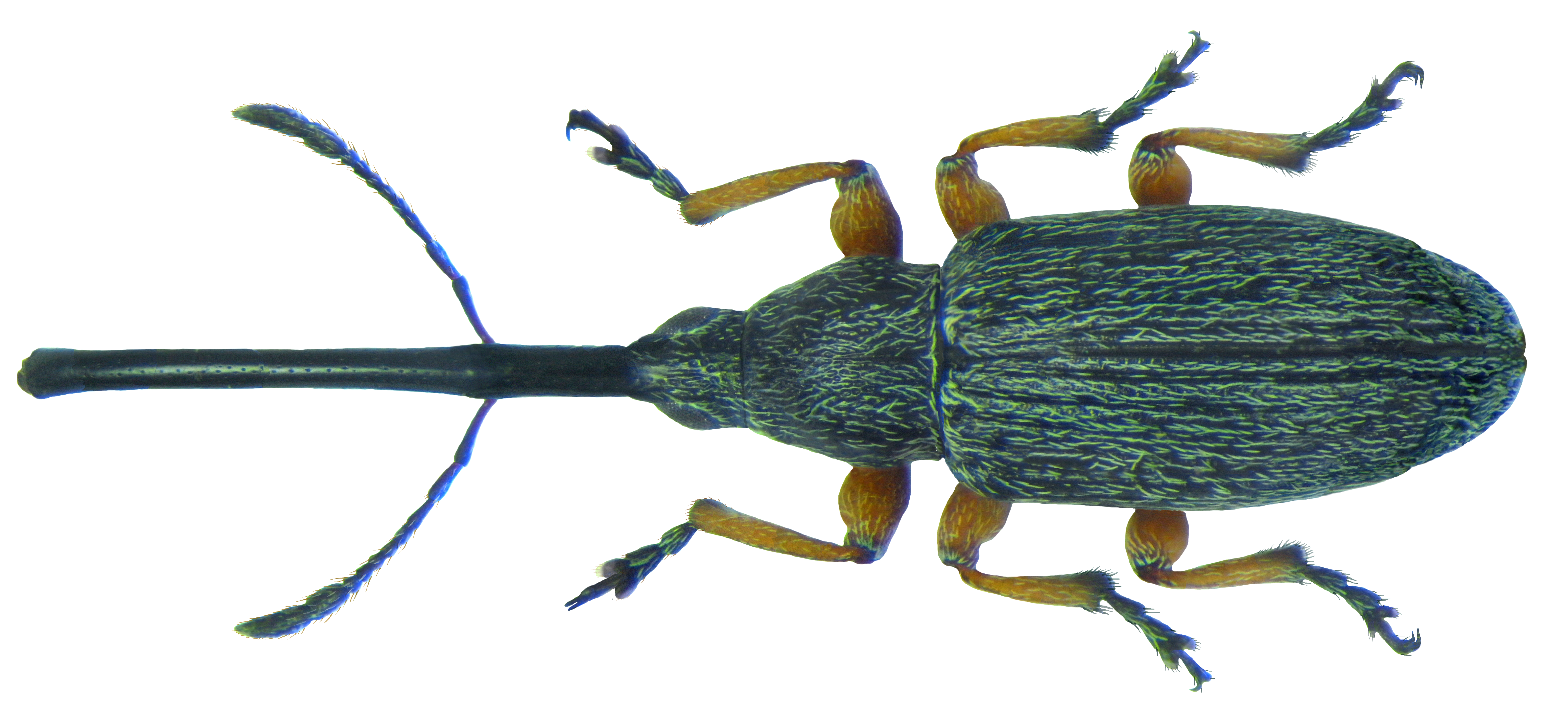
Mályvamag-cickányormányos (Rhopalapion longirostre) (Olivier, 1807)

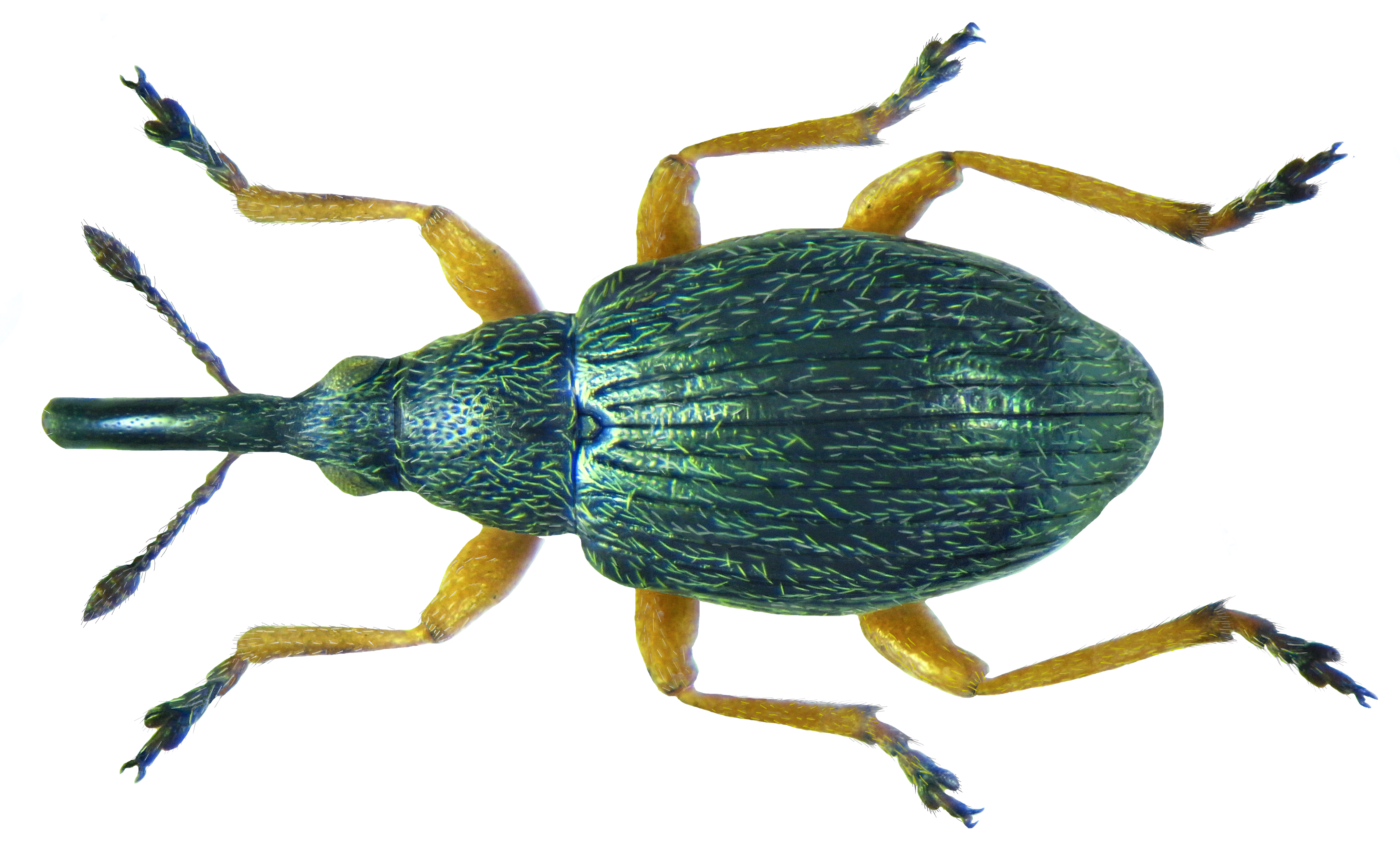
Pseudapion rufirostre (Fabricius, 1775)

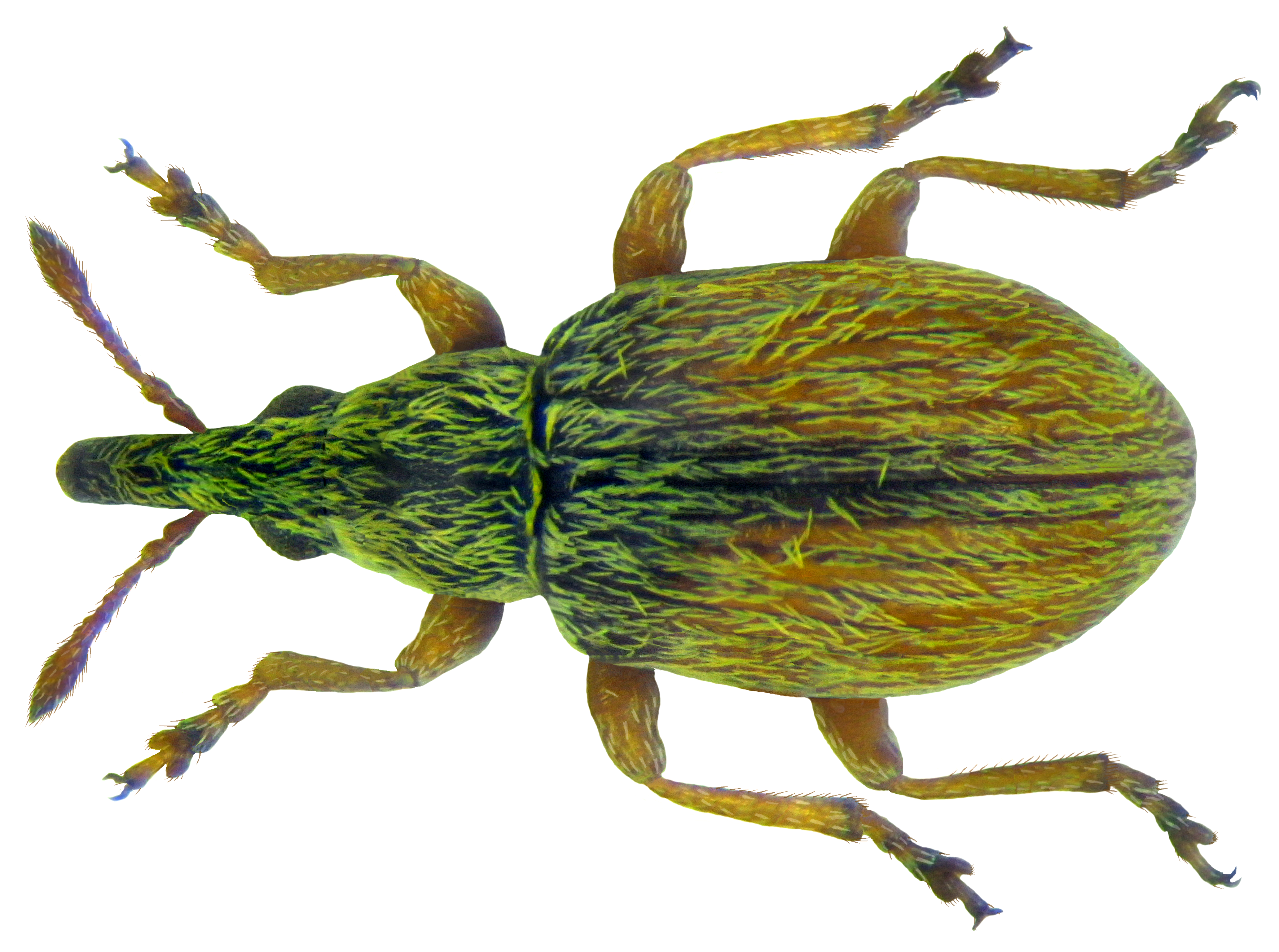
Malvapion malvae (Fabricius, 1775)

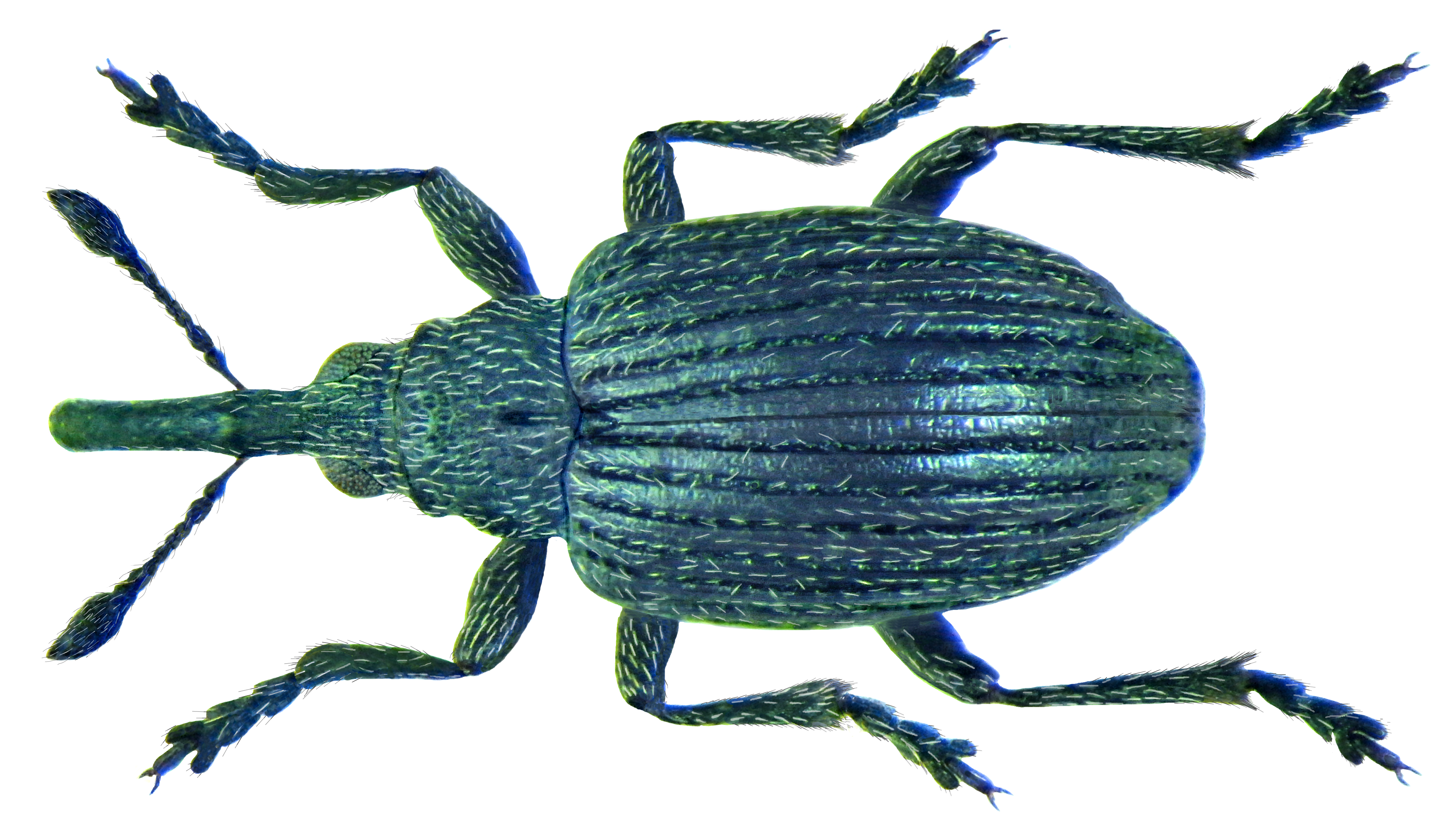
Squamapion vicinum (Kirby, 1808)

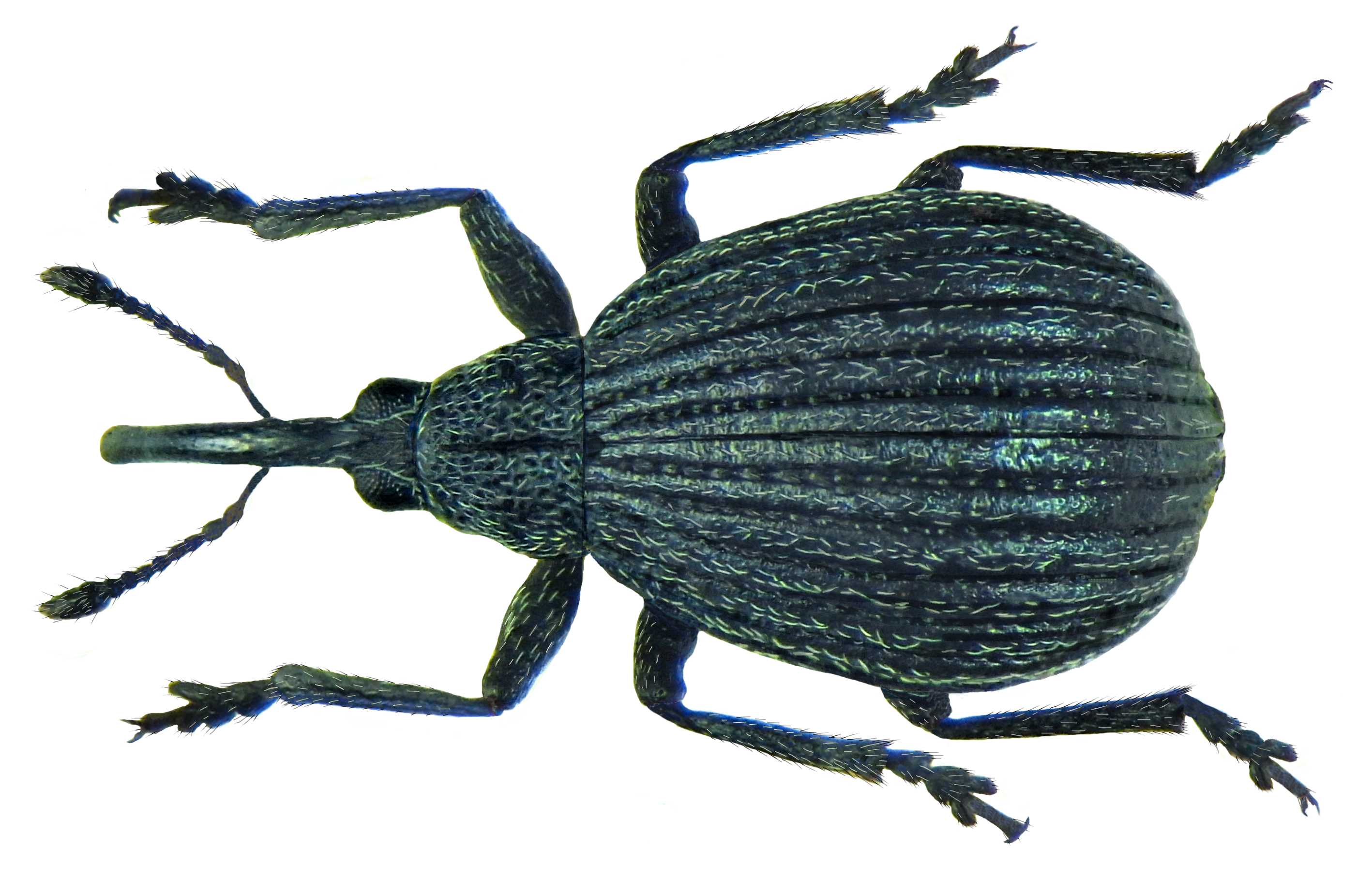
Protopirapion atratulum (Germar, 1817)

A korábbi irodalmak az összes (Magyarországon előforduló) fajt az Apion nembe sorolták. A csoport revíziója után morfológiai sajátosságok illetve a tápnövények alapján a hazai fajok ma 32 önálló genuszba tartoznak.
Egyes rendszertanok vitatják a csoport önálló családi rangját és a füzényormányos-félékkel (Nanophyidae) együtt a pálcaormányos-félék (Brentidae) családjába sorolják alcsaládi rangra süllyesztve a taxont.

### Magyarországi nemek és jelentősebb fajok
- Apionini Schönherr, 1823
  - Apion Herbst, 1797
    - vörös cickányormányos (Apion frumentarium) (Linné, 1758)
- Aplemonini Kissinger, 1968
  - Aizobius Alonso-Zarazaga, 1990
  - Helianthemapion Wagner, 1930
  - Perapion Wagner, 1907
    - sóska-cickányormányos (Perapion violaceum) (Kirby, 1808)

  - Phrissotrichum Schilsky, 1901
  - Pseudoperapion Wagner, 1930
  - Pseudostenapion Wagner, 1930
- Aspidapiini Alonso-Zarazaga, 1990
  - Alocentron Schilsky, 1901
    - mályva-cickányormányos (Alocentron curvirostre) (Gyllenhal, 1833)

  - Aspidapion Schilsky, 1901
- Ceratapiini Alonso-Zarazaga, 1990
  - Acentrotypus Alonso-Zarazaga, 1990
  - Ceratapion Schilsky, 1901
  - Diplapion Reitter, 1916
  - Omphalapion Schilsky, 1901
  - Taphrotopium Reitter, 1916
- Exapiini Alonso-Zarazaga, 1990
  - Exapion Bedel, 1887
- Ixapiini Alonso-Zarazaga, 1990
  - Ixapion Roudier & Tempère, 1973
    - fagyöngy-cickányormányos (Ixapion variegatum) (Wencker, 1864)

  - Trichopterapion Wagner, 1930
    - gyertyánmag-cickányormányos (Trichopterapion holosericeum) (Gyllenhal, 1833)
- Kalcapiini Alonso-Zarazaga, 1990
  - Kalcapion Schilsky, 1906
  - Melanapion Wagner, 1930
  - Squamapion Bokor, 1923
  - Taeniapion Schilsky, 1906
- Malvapiini Alonso-Zarazaga, 1990
  - Malvapion A. Hoffmann, 1958
  - Pseudapion Schilsky, 1906
  - Rhopalapion Schilsky, 1906
    - mályvamag-cickányormányos (Rhopalapion longirostre) (Olivier, 1807)
- Oxystomatini Alonso-Zarazaga, 1990
  - Catapion Schilsky, 1906
    - vöröshereszár-cickányormányos (Catapion seniculus) (Kirby, 1808)

  - Cyanapion Bokor, 1923
  - Eutrichapion Reitter, 1916
    - bükköny-cickányormányos (Eutrichapion viciae) (Paykull, 1800)

  - Hemitrichapion Voss, 1959
    - baltacím-cickányormányos (Hemitrichapion reflexum) (Gyllenhal, 1833)

  - Holotrichapion Györffy, 1956
    - borsó-cickányormányos (Holotrichapion pisi) (Fabricius, 1801)

  - Loborhynchapion Györffy, 1956
  - Mesotrichapion Györffy, 1956
  - Oryxolaemus Alonso-Zarazaga, 1990
  - Oxystoma Duméril, 1805
  - Pirapion Reitter, 1916
  - Ischnopterapion Bokor, 1923
    - vöröshererügy-cickányormányos (Ischnopterapion virens) (Herbst, 1797)

  - Protopirapion Alonso-Zarazaga, 1990
  - Stenopterapion Bokor, 1923
    - somkóró-cickányormányos (Stenopterapion meliloti) (Kirby, 1808)
    - lucernaszár-cickányormányos (Stenopterapion tenue) (Kirby, 1808)

  - Synapion Schilsky, 1902
  - Betulapion Ehret, 1994
- Piezotrachelini Voss, 1959
  - Protapion Schilsky, 1908
    - vörösheremag-cickányormányos (Protapion apricans) (Herbst, 1797)
    - virágrontó-cickányormányos (Protapion assimile) (Kirby, 1808)
    - lóheremag-cickányormányos (Protapion dissimile) (Germar, 1817)
    - fehérheremag-cickányormányos (Protapion fulvipes) (Geoffroy, 1785)
    - kis cickányormányos (Protapion nigritarse) (Kirby, 1808)
    - vörösherevirág-cickányormányos (Protapion trifolii) (Linné, 1768)
    - tarkalábú lóhere-cickányormányos (Protapion dvaripes) (Germar, 1817)

  - Pseudoprotapion Ehret, 1990